# 渡辺加苗
渡辺 加苗（わたなべ かなえ、1988年4月17日 - ）は、日本のファッションモデル、グラビアモデル。ゴーゴーダンサーチーム「CYBERJAPAN DANCERS」のメンバー。
「かなへぇ」「かなへー」の愛称がある。
大阪府出身。有限会社クレメンテ所属。

## 略歴
『JELLY』『Happie nuts』『BLENDA』『S Cawaii!』などのファッション雑誌の読者モデルとして活動し、2010年にゴーゴーダンサーチーム「CYBERJAPAN DANCERS」に加入した。
チームKのメンバーである（チームKのメンバーはKana、Kazue、Karen、Kanaeの4人である）。
2010年7月2日に開催された『BIKINI NIGHT 2010』でグループ加入後初となるイベントを成功させた。
2014年、インターネットラジオ『block.fm』にて放送開始した『楽屋裏RADIO』にMCとして出演。
2017年2月10日、初写真集『CYBERJAPAN DANCERS 1st PHOTOBOOK』が発売された。
実の妹である渡辺加和も「CYBERJAPAN DANCERS」に加入しており、渡辺シスターズとして高い人気を得ている。また、Instagramの総フォロワー数が2人でおよそ121.2万人、Twitter（現・X）の総フォロワー数が2人でおよそ15.7万人にのぼっている（2019年9月11日時点）。
2018年2月1日、AbemaTVで放送されたインターネットテレビショッピング番組『マジでヤバいモノが手に入る！買えるAbemaTV社』で渡辺加和と共にハンバイヤーを務めた。

## 人物
お笑いが好きで、吉本新喜劇に出演することが夢だという。
好きな食べ物はパスタ、シーフード、アイスクリーム。嫌いな食べ物はシイタケ、ネギ。
趣味はダンス、カラオケ、下着集め、部屋で裸で過ごすこと。
体の好きな所は太腿、胸。

## 出演

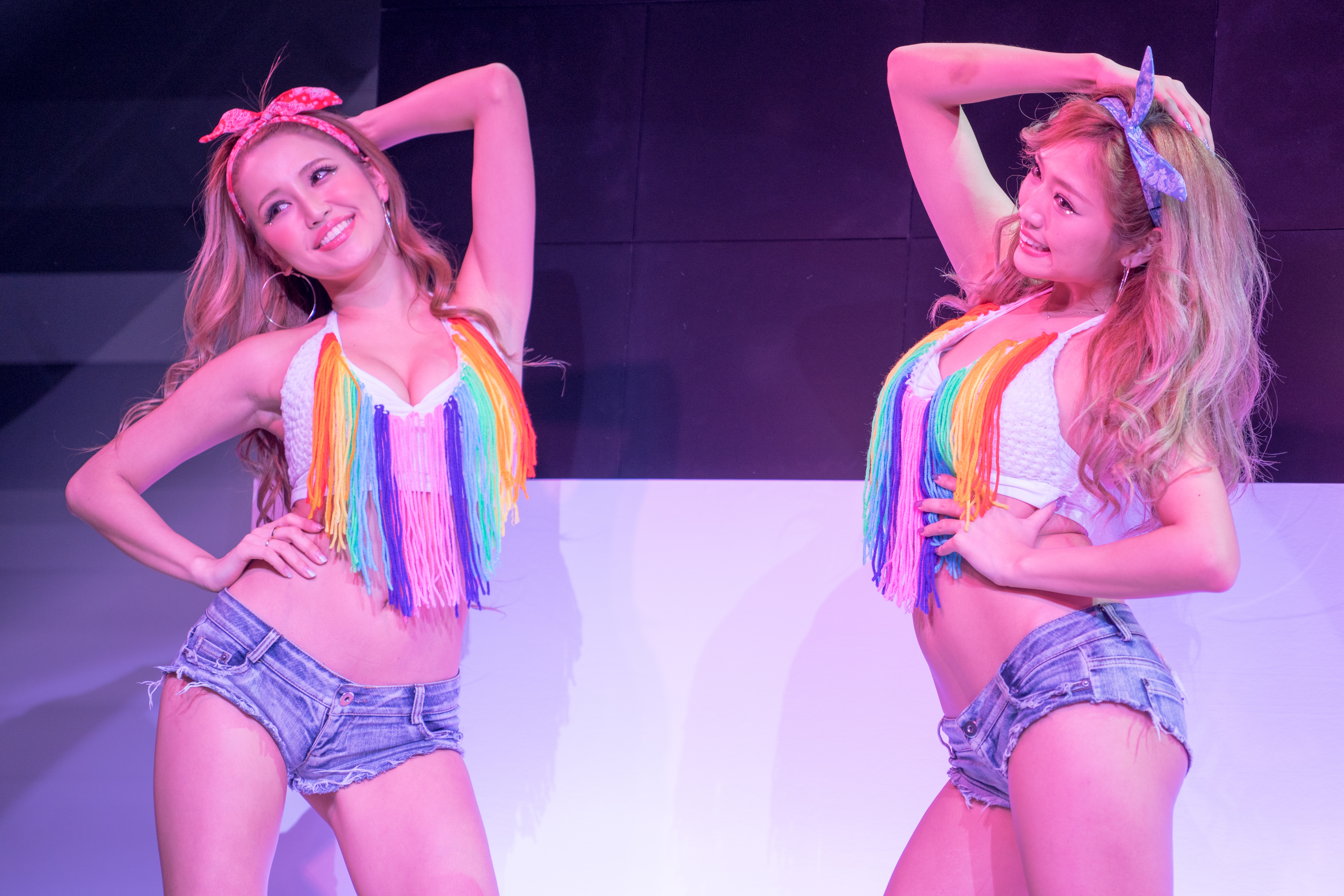
東京オートサロン2017でのパフォーマンス。左が渡辺加苗（KANAE）、右が妹の渡辺加和（KAZUE）。

### テレビ
- TOKYO DRIFT GIRLS（テレビ東京、2011年）
- 『ぷっ』すま（テレビ朝日）
- くりぃむナントカ（テレビ朝日）
- smaSTATION!!（テレビ朝日）
- ヒカリレンタTV グー・タン・ママ（テレビ神奈川、KANAE名義）

### ネットテレビ
- 買えるAbemaTV社（2018年2月1日 - 、AbemaTV） - ハンバイヤー

### ファッション雑誌モデル
- JELLY
- Happie nuts
- BLENDA
- S Cawaii!
- KATY

### WEBサイトモデル
- Ravijour
- Skinny Lip
- on the next girls style
- CREAM
- 夢展望
- OGS

### ショー
- BLOOMING
- Esperanza
- HairMake EARTH

### PV
- AK-69「SWAG IN DA BAG」
- ROOKiEZ is PUNK'D「eggmate of the year」
- N.C.B.B「is〜オレとオマエの唄〜」
- KG「いとしすぎて duet with Tiara」